# It's Never Too Late to Mend (film 1937)
It's Never Too Late to Mend è un film del 1937 diretto da David MacDonald.
Basato sul romanzo It Is Never Too Late to Mend di Charles Reade del 1856.